# William Kidd
William «Captain» Kidd (c. 22 de enero de 1655-23 de mayo de 1701)  fue un marino escocés recordado por su juicio y ejecución por piratería después de regresar de un viaje al océano Índico. Algunos historiadores modernos consideran injusta su reputación de pirata, ya que existen pruebas de que Kidd actuó solo como corsario (pudo haber actuado en realidad bajo patente de corso otorgada, según se cree, por Guillermo III de Inglaterra).
La fama de Kidd surgió en gran medida por las sensacionales circunstancias de su interrogatorio ante el Parlamento de Inglaterra y el subsiguiente juicio. Sus depredaciones reales en alta mar, ya fuesen piratería o no, fueron menos destructivas y menos lucrativas que las de otros muchos piratas y corsarios contemporáneos suyos.

## Biografía

### Primeros años
William Kidd nació en Dundee, Escocia, en enero alrededor de 1655. El padre de William, el capitán John Kidd, se perdió cuando navegaba en alta mar. La familia de William fue apoyada financieramente por una sociedad local.
Los primeros registros sobre William Kidd son de 1689, cuando era miembro de la tripulación de un barco franco-inglés que navegaba en el Caribe. La tripulación se amotinó y el barco partió hacia Isla Nieves, por entonces colonia inglesa. Kidd se convirtió en el nuevo capitán del navío y rebautizó al barco como Blessed William ("William el Bendecido"). Kidd se puso al servicio del gobernador de Nieves para proteger la colonia de los ataques franceses. El gobernador les dijo que no podría pagarles, de modo que cobraran sus servicios de los botines adquiridos. Por entonces, Kidd atacó la isla francesa de Mariegalante. En plena guerra de los Nueve Años, Kidd se convirtió en corsario. Un año después, el capitán pirata Robert Culliford organizó un motín en el buque de Kidd mientras este estaba en la isla de Antigua, ya que Colliford formaba parte de la tripulación de Kidd.
En 1691, Kidd se estableció en Nueva York y se casó con Sarah Bradley Cox Oort, una mujer inglesa entrada en la veintena y famosa por ser una de las mujeres más ricas de la ciudad.

### Cazador de piratas
Para diciembre de 1695, el nuevo gobernador de Nueva York, Massachusetts y Nuevo Hampshire, solicitó a Kidd que atacara a diversos sujetos relacionados con la piratería, a la vez que luchaba contra los buques franceses. Kidd aceptó el encargo, sabiendo que negarse podía verse como una deslealtad a la corona y acarrearía un gran estigma social.
A Kidd se le dio una patente de corso por parte del rey Guillermo III de Inglaterra. Su nuevo buque era el Adventure Galley. Entre la tripulación de Kidd estaba Hendrick Van der Haul, considerado el segundo al mando dentro del buque de Kidd.
En septiembre de 1696, Kidd se encontraba en el cabo de Buena Esperanza. Un tercio de su tripulación murió en las Comores debido a una epidemia de cólera, y tras fracasar en reclutar tripulantes en Madagascar, partió hacia el estrecho de Bab el-Mandeb con la intención de llegar al mar Rojo. Según informes de un capitán de la Compañía Británica de las Indias Orientales, atacó un convoy del Imperio mogol pero fue repelido. De ser cierto este dato, este sería el primer ataque pirata de William Kidd.
En los siguientes tiempos, Kidd tuvo que afrontar diversos problemas de amotinamiento y deserciones entre sus tripulantes. También se harían famosos actos de "correctivos" contra su tripulación que le hicieron tener fama de marino cruel y sanguinario.

### Acusaciones de piratería
Los actos salvajes de Kidd fueron pronto difundidos por testigos y prisioneros, y comenzarían a surgir rumores que relacionaban a Kidd con actos de piratería.
En enero de 1698, Kidd capturó un barco armenio llamado Quedagh Merchant cerca de la ciudad india de Cochín, un fastuoso barco mercante cargado de riquezas. El buque tenía pases franceses, de modo que la tripulación de Kidd creía que era perfectamente legal tomar control de aquel buque, pues, pese a ser de origen armenio, tenía el estandarte francés. En un intento por mantener el mando sobre sus marineros, Kidd accedió. Cuando estas noticias llegaron a Inglaterra, se confirmaron las acusaciones de piratería sobre Kidd y la comandancia naval ordenó su persecución y captura.
Tras renombrar el barco como Adventure Prize, Kidd regresó a Madagascar en abril de 1698. Entonces fue cuando se reencontró con su viejo camarada, Robert Culliford, el mismo hombre que había robado su antiguo barco, el Blessed William. Las versiones son contradictorias respecto a lo que ocurrió cuando Kidd y Culliford se encontraron. En cualquier caso, Kidd ordenó a su tripulación atacar a Culliford y su barco, el Mocha Frigate, ahora con las dos naves en su poder; sin embargo, su tripulación se negó a atacar a Culliford, y lo abandonaron para unirse a las fuerzas de este.
Se dice que solo 13 de los tripulantes del Adventure Galley permanecieron leales a Kidd. Tras ordenar dejar atrás e incendiar el Adventure Galley, Kidd regresó al Caribe en el Adventure Prize.

### Juicio y ejecución

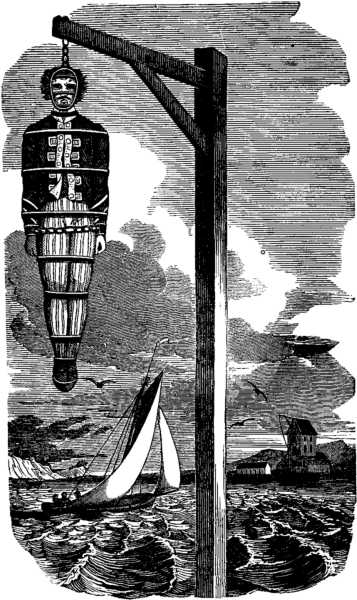
El capitán Kidd ahorcado y encadenado.

Kidd regresó a Nueva York donde se enteró de que era buscado como pirata. Al darse cuenta de que el Adventure Prize era una presa muy codiciada, abandonó el barco y enterró parte de su tesoro en Isla Gardiners, una pequeña isla cerca de East Hampton. Kidd esperaba usar esto como una especie de "as en la manga" cuando surgieran problemas.
El gobernador de Boston, Bellomont, por su relación con el capitán Kidd, creía que podría ser juzgado por complicidad con los actos del capitán, de modo que creyó que entregar a Kidd sería una forma de salvarse a sí mismo. Fue llevado a Boston bajo falsas promesas de clemencia, y en julio de 1699 fue arrestado. Sería encarcelado en condiciones insalubres y su esposa Sarah también sería encarcelada.
Alrededor de un año después, fue trasladado a Inglaterra para ser juzgado por el Parlamento. Kidd se convirtió en un instrumento de la guerra entre Tories y Whigs, más cuando este se negó a dar nombres, ya que Kidd creía que su abundante clientela le salvaría gracias a su lealtad. La facción Tory envió a Kidd a ser juzgado por el alto almirantazgo en Londres bajo cargos de piratería y el asesinato de William Moore, un antiguo tripulante suyo. Kidd fue encerrado en la prisión de Newgate, donde sus cartas al rey Guillermo solicitando clemencia fueron rechazadas.
A Kidd se le asignaron dos abogados para su defensa, aunque finalmente sería encontrado culpable de todos los cargos. Fue ahorcado en mayo de 1701, y como curiosidad, la horca que sujetaba a Kidd se rompió, y tuvo que ser nuevamente colgado. Su cuerpo fue encadenado y colgado sobre el río Támesis como un aviso para cualquier pirata, permaneciendo allí durante tres años.

## Mitología y leyenda
La creencia de que Kidd había dejado la mayor parte de sus tesoros enterrados contribuyó enormemente a la famosa leyenda de los tesoros piratas enterrados. Desde entonces, un gran número de obras literarias, entre las que destacan La isla del tesoro de Robert Louis Stevenson, entre otras, se basaron en esta leyenda urbana. Se sabe que el capitán Kidd dejó enterrado parte de su tesoro en Isla Gardiners, aunque este fue desenterrado por el gobernador Bellomont y enviado a Inglaterra como una prueba de incriminación contra él.
También existen historias de que Kidd atacó una isla japonesa en el archipiélago de las Islas Tokara, al sur de Kagoshima. En una isla llamada Takarajima, existe una leyenda que dice que los piratas de Kidd asesinaron a los habitantes de la isla y escondieron un tesoro en una cueva.
En 1983, dos escritores buscaban un tesoro que, supuestamente, Kidd había enterrado en la isla de Hon Tre Lon, en Vietnam. Fueron detenidos por cruzar ilegalmente la frontera.

## Localización
En 2007 un equipo de arqueólogos de la Universidad de Indiana encabezado por Charles Beeker descubrió restos de la embarcación de Kidd frente a la costa de la isla Catalina, La Romana, en República Dominicana.
En 2015 un equipo de buzos encontró un lingote de plata de 50 kilos que formaría parte de la fortuna acumulada por el famoso corsario escocés del siglo XVII. El lingote de plata fue hallado entre los restos de una embarcación frente a la Isla Santa María, en Madagascar. Desde hace años estos se atribuyen al Adventure Gallery de Kidd, hundido en 1698.

## En la cultura popular
- Charles Laughton interpretó dos veces al capitán en el cine: en Captain Kidd (1945), y en Abbott and Costello Meet Captain Kidd (1952).
- Está representado en el juego Sid Meier's Pirates!.
- Sirve de inspiración para el personaje de Eustass Kidd del manga y la serie de animación One Piece.
- En la canción "Bob Dylan's 115th Dream" del disco Bringing It All Back Home (1965) del músico estadounidense Bob Dylan, hay una referencia a William Kidd.
- La canción "Ballad of William Kidd" del grupo musical alemán Running Wild está enteramente dedicada a William Kidd.
- Aparece a manera de homenaje en el videojuego para arcade World Heroes 2 con el nombre de Captain Kidd.
- En el videojuego Assassin's Creed III hay un atuendo suyo y un arma (el sable de Kidd, que además es el arma más poderosa del juego); también aparece nombrado en Assassin's Creed IV: Black Flag.
- El conjunto canadiense Great Big Sea tiene una canción titulada "Captain Kidd" donde narra el asesinato de William Moore.
- Se encuentra en El escarabajo de oro de Edgar Allan Poe.
- Tiene dedicado un capítulo en Vidas imaginarias de Marcel Schwob.
- Hay un libro juego llamado El tesoro del capitán William Kidd (título original: "Poklad kapitána Williama Kidda") publicado originalmente en República Checa.[2]
- En el videojuego JRPG Persona 5, uno de sus personajes principales, Ryuji Sakamoto, despierta a su persona la cual es nombrada como Captain Kidd, además de que también hay otras referencias a este personaje, en uno de los libros que puedes conseguir en el instituto Shujin trata sobre el capitán aunque solo sirve para subir el conocimiento o también en una de las preguntas que uno de los profesores te hace, este es mencionado como un cameo. En la posterior entrega Persona 5 royal, El nombre de la Persona de este personaje evoluciona y pasa a llamarse William, en honor al verdadero nombre de kidd. [cita requerida]
- El nombre del cantante Johnny Kidd es una referencia al nombre del pirata